# Defeito topológico
Os defeitos topológicos são configurações estáveis de matéria formadas nas transições de fase no Universo muito antigo. Essas configurações estão na fase original, simétrica ou antiga, mas, no entanto, persistem após a conclusão de uma transição de fase para a assimétrica ou nova fase. Existem vários tipos de defeitos possíveis, como paredes de domínio, cordas cósmicas, monopolos, texturas e outras criaturas "híbridas".  O tipo de defeito formado é determinado pelas propriedades de simetria da matéria e pela natureza da transição de fase.
Um soliton topológico ocorre quando duas estruturas ou espaços adjacentes estão de alguma forma "fora de fase" um com o outro de maneiras que tornam impossível uma transição contínua entre eles.

## Tipo de defeitos

### Paredes de domínio
Esses são objetos bidimensionais que se formam quando uma simetria discreta é quebrada em uma transição de fase. Uma rede de paredes de domínio divide efetivamente o Universo em várias 'células'. As paredes de domínio têm algumas propriedades bastante peculiares. Por exemplo, o campo gravitacional de uma parede de domínio é repulsivo ao invés de atraente.

### Cordas cósmicas
Esses são objetos unidimensionais (ou seja, semelhantes a linhas) que se formam quando uma simetria axial ou cilíndrica é quebrada. As cordas podem ser associadas a modelos de física de partículas grandiosas ou podem se formar na escala eletrofraca.  Elas são muito finas e podem se estender por todo o Universo visível. Uma corda GUT (Grande Teoria Unificada) típica tem uma espessura que é menos de um trilhão de vezes menor que o raio de um átomo de hidrogênio. Ainda assim, um comprimento de 10 km de uma dessas cordas pesará tanto quanto a própria Terra.

### Monopolos
Esses são objetos de dimensão zero (semelhantes a pontos) que se formam quando uma simetria esférica é quebrada. Prevê-se que os monopólos sejam supermassivos e carreguem carga magnética. A existência de monopólos é uma previsão inevitável das grandes teorias unificadas; este é um dos quebra-cabeças da cosmologia padrão.

### Texturas
Eles se formam quando grupos de simetria maiores e mais complicados são completamente quebrados. As texturas são defeitos topológicos deslocalizados que são instáveis ao colapso.